# 투먼 자삭투 칸
투먼 자삭투 카안(몽골어: ᠲᠦᠮᠡᠨ
ᠵᠠᠰᠠᠭᠲᠤ
ᠬᠠᠭᠠᠨ Tümen Jasaγtu Qa’an)이다., 1539년 ~ 1592년, 재위: 1557년 ~ 1592년)은 몽골 제국과 북원의 카안이었다.
그는 다라이손 구덴 칸의 장남이자 후계자였으며 차하르를 직접 다스렸다. 그의 치세에 몽골은 다우르족과 예벤키족을 정복하였다. 그는 세법을 개혁하였고 몽골 귀족을 약간의 세에서 제외하였다. 그리하여 그는 투먼 자삭투(천 가지 법 입법자)라는 이름을 얻었다.
그는 몽골 제국의 대칸이었지만 남부 투메드부는 알탄 칸이, 북서부 외할하 지역은 아바타이 사인 칸이 각자 칸을 자처하였고, 형식적인 종주권을 인정하였다. 그러나 알탄 칸, 아바타이 칸은 투먼 자삭투 카안의 권위에 반발하였다.

## 활동
즉위 초 우리양카이와 다카드족을 복속시켰다. 투먼 칸의 시대에 차하르 부는 요하 인근에서 활동하였다. 재위 초, 투먼 칸은 요하 근처의 다우르족을 정복하고, 에벤키족을 정복하였다. 투먼 칸은 건주여진을 정복하고, 해서여진 일부를 종속시켰다. 『명실록』에 따르면 투멘 칸은 명 가정 41년 5, 6월 경 두 차례에 걸쳐 무순, 봉황성, 해주, 금주 등의 지역에 침입해 명나라 부총병 흑춘을 죽이는 등 침략과 약탈을 행한다. 이 과정에서 건주여진의 왕고가 전위대의 역할을 수행했다. 기록에 따르면 청 제국 선조의 일족들 역시 왕고의 휘하에 있었음으로, 누르가치의 조부나 부친 역시 투멘 칸의 휘하에 있었고, 청조의 몽골적 특성은 여기서 연유한 것 같다. 또한 그는 쿠쿠노르(현, 칭하이 호) 주변을 점령하고 자신의 아들을 통치자로 임명했다.
투먼 자삭투 칸은 불교를 강조한 첫번째 차하르 카안이었다. 기록에 따르면 1576년 카르마 라마와 만나 불교에 입문하였다. 이는 청해에서 투메드의 알탄 칸과 달라이 라마 3세의 만남보다 2년 이른 것이었다. 1576년에 그는 티베트 불교 겔룩파 로 개종하고 제3대 달라이 라마를 차하르에 초청하여 설법을 계획했지만 실패하였다. 또한 만주족과 퉁구스족에게도 사자를 보내 조공을 보낼 것을 요구하였다.
투먼 자삭투 칸은 6만호를 소집하여 법전을 편찬하였다. 그는 좌익에서는 차하르의 나무다이 홍 타이지와 칼카의 우이젱 수부할, 그리고 우익에서는 오르도스의 호톡타이 세첸 홍 타이지를 행정관으로 임명했다. 다른 기록에서는 이 목록에 아수드의 놈 다라 홀로치 노얀과 투메드의 나무다이 추루쿠 홍 타이지가 이 목록에 추가되었다. 이와 같은 상은 1581년 알탄 칸이 죽은 이후 몽골 고원의 정치적 상황을 비추어주는 듯 하다. 이 활동으로 인하여 투먼 칸은 자삭투(입법자)라는 호칭을 얻게 되었다.
그는 계속 투메드부에 종주권을 요구하고 내몽골 지역에도 영향력을 행사하려 하였으나, 투메드부의 알탄 칸의 후손들은 이를 반대하였다. 차하르의 투먼 자삭투 칸은 1592년에 죽었다. 그는 11명의 아들을 두었는데, 맏아들인 부얀 서천 카안이 그를 계승하여 1603년까지 통치했다.